# Norrköping
Norrköping [ˈˈnɔrɕøːpɪŋ] és una ciutat a Östergötland a la meitat-est de Suècia, situada a 58° 36′ N 16° 12′ E. Té 83.000 habitants, i és la seu del municipi del mateix nom amb 124.000 habitants, sent el desè més gran de Suècia. Té dos sobrenoms: El Manchester suec i Peking.

## Fills il·lustres
- Hannes Alfvén (1908 - 1995) astònom i físic, Premi Nobel de Física de l'any 1970.